# Torneig de les Cinc Nacions 1969
El Torneig de les Cinc Nacions de 1969 fou la 40a edició en el format de cinc nacions i la 75a tenint en compte les edicions del Home Nations Championship. Deu partits es van jugar entre l'11 de gener i el 12 d'abril. Gal·les començaria a marcar fites històriques en endur-se el títol i la triple corona. El XV de la Rosa s'enduria la Calcuta Cup.

## Classificació
| Posició | Nació      | Partits | Partits  | Partits  | Partits | Punts   | Punts     | Punts      | Taula de punts |
| Posició | Nació      | Jugats  | Guanyats | Empatats | Perduts | A Favor | En contra | Diferència | Taula de punts |
| ------- | ---------- | ------- | -------- | -------- | ------- | ------- | --------- | ---------- | -------------- |
| 1       | Gal·les    | 4       | 3        | 1        | 0       | 79      | 31        | +48        | 7              |
| 2       | Irlanda    | 4       | 3        | 0        | 1       | 61      | 48        | +13        | 6              |
| 3       | Anglaterra | 4       | 2        | 0        | 2       | 54      | 58        | −4         | 4              |
| 4       | Escòcia    | 4       | 1        | 0        | 3       | 12      | 44        | −34        | 2              |
| 5       | França     | 4       | 0        | 1        | 3       | 28      | 53        | −25        | 1              |

## Resultats
| França | 3–6 | Escòcia | 11 de gener de 1969 - Stade Olympique Yves-du-Manoir, Colombes Assistència: 253576 espectadors Àrbitre: G Lamb (Anglaterra) |
|        |     |         | 11 de gener de 1969 - Stade Olympique Yves-du-Manoir, Colombes Assistència: 253576 espectadors Àrbitre: G Lamb (Anglaterra) |

| Irlanda | 17–9 | França | 25 de gener de 1969 - Lansdowne Road, Dublín Assistència: 50.000 espectadors Àrbitre: G Lamb (Anglaterra) |
|         |      |        | 25 de gener de 1969 - Lansdowne Road, Dublín Assistència: 50.000 espectadors Àrbitre: G Lamb (Anglaterra) |

| Escòcia | 3–17 | Gal·les | 1 de febrer de 1969 - Murrayfield, Edimburg Àrbitre: K Kelleher (Irlanda) |
|         |      |         | 1 de febrer de 1969 - Murrayfield, Edimburg Àrbitre: K Kelleher (Irlanda) |

| Irlanda | 17–15 | Anglaterra | 8 de febrer de 1969 - Lansdowne Road, Dublín Àrbitre: R Burrell (Escòcia) |
|         |       |            | 8 de febrer de 1969 - Lansdowne Road, Dublín Àrbitre: R Burrell (Escòcia) |

| Anglaterra | 22–8 | França | 22 de febrer de 1969 - Twickenham, Londres Assistència: 65.000 espectadors Àrbitre: D d'Arcy (Irlanda) |
|            |      |        | 22 de febrer de 1969 - Twickenham, Londres Assistència: 65.000 espectadors Àrbitre: D d'Arcy (Irlanda) |

| Escòcia | 0–16 | Irlanda | 22 de febrer de 1969 - Murrayfield, Edimburg Àrbitre: M Joseph (Gal·les) |
|         |      |         | 22 de febrer de 1969 - Murrayfield, Edimburg Àrbitre: M Joseph (Gal·les) |

| Gal·les | 24–11 | Irlanda | 15 de març de 1969 - National Stadium, Cardiff Assistència: 29.000 espectadors Àrbitre: D McMahon (Escòcia) |
|         |       |         | 15 de març de 1969 - National Stadium, Cardiff Assistència: 29.000 espectadors Àrbitre: D McMahon (Escòcia) |

| Anglaterra | 8–3 | Escòcia | 15 de març de 1969 - Twickenham, Londres Àrbitre: C Durand (França) |
|            |     |         | 15 de març de 1969 - Twickenham, Londres Àrbitre: C Durand (França) |

| França | 8–8 | Gal·les | 22 de març de 1969 - Stade Olympique Yves-du-Manoir, Colombes Assistència: 34.657 espectadors Àrbitre: R Burrell (Escòcia) |
|        |     |         | 22 de març de 1969 - Stade Olympique Yves-du-Manoir, Colombes Assistència: 34.657 espectadors Àrbitre: R Burrell (Escòcia) |

| Gal·les | 30–9 | Anglaterra | 12 d'abril de 1969 - National Stadium, Cardiff Assistència: 29.000 espectadors Àrbitre: D d'Arcy (Irlanda) |
|         |      |            | 12 d'abril de 1969 - National Stadium, Cardiff Assistència: 29.000 espectadors Àrbitre: D d'Arcy (Irlanda) |